# يخ كش (عشر ستاق)
یخ کش (بالفارسية: یخ‌کش) هي قرية تقع في إيران في قسم عشر ستاق الريفي. يقدر عدد سكانها بـ 417 نسمة بحسب إحصاء 2016.